# Whales & Nightingales
Whales & Nightingales è un album in studio della cantante statunitense Judy Collins, pubblicato nel 1970.

## Tracce
1. A Song for David (Joan Baez) – 3:30
2. Sons Of (Eric Blau, Jacques Brel, Gérard Jouannest, Mort Shuman; arranged and adapted by Joshua Rifkin) – 2:26
3. The Patriot Game (Dominic Behan) – 4:06
4. Prothalamium (Michael Sahl, Aaron Kramer; arranged and adapted by Joshua Rifkin) – 1:42
5. Oh, Had I a Golden Thread (Pete Seeger) – 3:57
6. Gene's Song (Traditional; arranged and adapted by Gene Morrow) – 1:22
7. Farewell to Tarwathie (Traditional; arranged and adapted by Judy Collins) – 5:31
8. Time Passes Slowly (Bob Dylan) – 3:35
9. Marieke (Jacques Brel, Gérard Jouannest; arranged and adapted by Joshua Rifkin) – 3:18
10. Nightingale I (Judy Collins) – 2:11
11. Nightingale II (Judy Collins, Joshua Rifkin) – 5:19
12. Simple Gifts (Traditional; arranged and adapted by Judy Collins) – 1:32
13. Amazing Grace (John Newton; arranged and adapted by Judy Collins) – 4:03